# Szerény tarsza
A szerény tarsza (Isophya modesta) a fürgeszöcskék családjába tartozó, Közép- és Kelet-Európában honos szöcskefaj.

## Megjelenése
A szerény tarsza testhossza a hím esetében 22-26 mm, a nőstény 23-30 mm, ehhez járul még a 14-17 mm-es tojócső. A tarszák között nagy termetűnek számít. Alapszíne zöld, finom vörösbarna pontozással. A szemektől egy-egy vékony világos csík fut a torpajzson át a szárnyakig; a torpajzs hátsó felén ezt egy barna sáv is kíséri. A fejcsúcs keskeny, mélyen barázdált. A torpajzs hátrafelé, különösen a közepénél, erősen kiszélesedő, enyhén bemélyedő; a nőstényé egyenletesebb. A hím csökevényes, pikkelyszerű szárnya kissé hosszabb mint a torpajzs. Mindkét szárnyon vese alakú barna folt látható, a szárnyak széle világosabb. A szubgenitális lemez vége mélyen, hegyesszögben bevágott. A hím sárgásbarna cercusa (potrohfüggeléke) a végén erősen befelé hajlik, a behajlott részén gyenge, hátrafelé irányuló foggal. A nőstény tojócsöve felfelé ível (jobban mint a magyar tarsza esetében), vége fűrészes élű. 
Éneke jellegzetes, két részből áll: először egy rövid magányos és erőteljes syllabust hallat, amit 4-8 másodperc után egy halkabb syllabus-sorozat követ, mely egy öreg ajtó nyikorgására emlékeztet. Csak ritkán ciripel és éneke jórészt az ultrahang-tartományba esik, ezért nehéz felfedezni.

### Hasonló fajok
Közeli rokonaival (magyar tarsza, kárpáti tarsza, erdei tarsza, illír tarsza, pienini tarsza, Stys-tarsza) lehet összetéveszteni.

## Elterjedése
Közép-Kelet-Európában honos a Kárpát-medencétől (legnyugatibb előfordulása az ausztriai Burgenlandban található) Dél-Oroszországig; Erdélyben a leggyakoribb. Magyarországon a Mecsekben, a Villányi-hegységben, a Somlón, Budapesten (Hármashatárhegy), a Mátrában, a Bükkben (Bélkő) ismertek kis, szigetszerű állományai. 

## Életmódja
Száraz vagy közepesen nedves, kétszikűekben gazdag, dús növényzetű gyepekben, sztyeppéken, legelőkön, erdőszéleken él kb. 1000 méteres magasságig. A gyepszintben mozog. Röpképtelen, gyengén ugrik. Alkonyatkor és éjjel aktív. Kétszikű növények leveleivel táplálkozik.
Kifejlett példányaival május végétől júliusig lehet találkozni, később csak elvétve. A nőstény a talajba rakja petéit, amelyek áttelelés után március-
áprilisban kelnek ki. 
Magyarországon védett, természetvédelmi értéke 10 000 Ft.